# Lug Poznanovečki
Lug Poznanovečki is een plaats in de gemeente Bedekovčina in de Kroatische provincie Krapina-Zagorje. De plaats telt 671 inwoners (2001).